# Gleneonupserha elongata
Gleneonupserha elongata är en skalbaggsart som beskrevs av Stefan von Breuning 1949. Gleneonupserha elongata ingår i släktet Gleneonupserha och familjen långhorningar.
Artens utbredningsområde är Kenya. Inga underarter finns listade i Catalogue of Life.